# Rockstar (nápoj)
Rockstar (ROCKST★R ENERGY DRINK) je energetický nápoj vyráběný od roku 2001 firmou Rockstar, Inc. sídlící v Las Vegas. V roce 2009 měl 14% podíl na nápojovém trhu USA. Rockstar Energy Drink dostupný ve více než 30 příchutích ve více než 30 zemích. V roce 2020 prodal zakladatel Russell Weiner svůj podíl v Rockstar energy (85%) nápojové společnosti PepsiCo sídlící v USA za 3.85 mld. USD.